# 最御崎寺

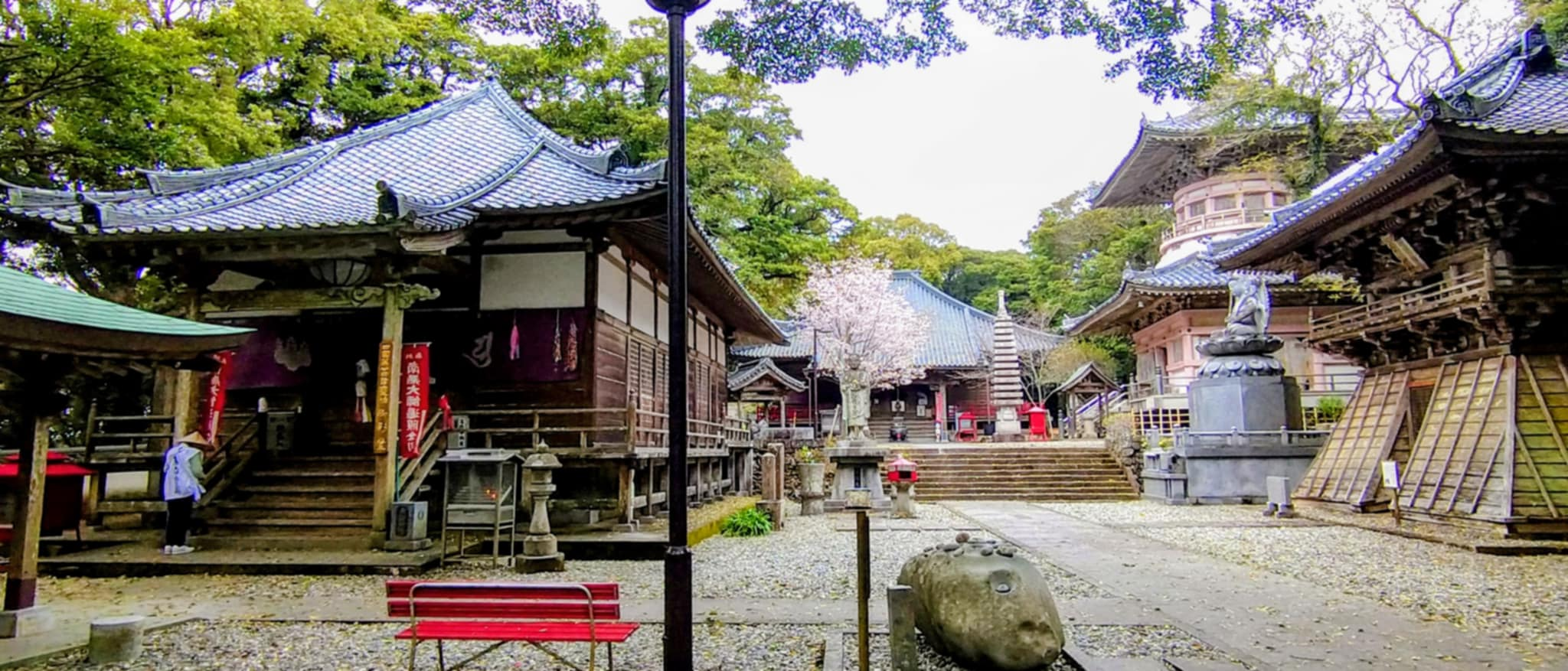
境内（大師堂 本堂 多宝塔 鐘楼堂、手前中央は鐘石）

最御崎寺（ほつみさきじ）は、高知県室戸市室戸岬町にある真言宗豊山派の寺院。室戸山（むろとざん）、明星院（みょうじょういん）と号す。本尊は虚空蔵菩薩。四国八十八箇所の第二十四番札所であり、土佐で最初の札所である。
- 本尊真言 - のうぼう あきゃしゃ きゃらばや おんあり きゃまり ぼり そわか
- ご詠歌 - 明星の出ぬる方（かた）の東寺（ひがしでら）　くらき迷いはなどかあらまじ
- 納経印 - 当寺本尊、一夜建立の岩屋

## 歴史
空海は都での学問に飽き足りず、19歳の延暦11年（792年）頃からの約5年間、山林修行を続けた。空海の『三教指帰』には「土州室戸崎に勤念す」（原文は漢文）とあり、室戸岬にほど近い洞窟（御厨人窟）で虚空蔵求聞持法に励んだとされる。寺伝によれば空海は大同2年（807年）に、嵯峨天皇の勅願を受けて本尊の虚空蔵菩薩を刻み、本寺を開創したとされる。
嵯峨天皇以降歴代天皇の信仰が篤かった。
暦応4年（1341年）、足利尊氏によって土佐の安国寺とされる。その後火災により焼失したが、元和年間(1615年 – 1624年)には土佐藩主山内忠義の援助を受け僧の最勝が再興する。堂塔を建立、七堂伽藍を有したという。明治に入って神仏分離令によって荒廃するが、大正3年（1914年）には再建された。また、女人禁制の寺で岬からの登山口脇にあった女人堂から拝んでいたが、明治5年に解禁された。阿南室戸歴史文化道の指定を受けている。

## 境内
- 山門 - 楼門式仁王門。明治初年の神仏分離の際に現土佐神社の楼門の仁王像を迎え外側に設置し、内側にそれまでの1647年（正保4年）作の石造仁王像を移したため、山門の表と裏に仁王像が2対立つ。
- 本堂 - 1924年再建。
- 大師堂 - 大師像を拝顔できる。1985年6月再建。
- 多宝塔 - 1979年3月再建。金剛界大日如来坐像と四天王立像を拝顔できる。
- 鐘楼堂（袴腰造） - 1648年山内忠義により寄進、現在のは1984年建立。NHKで除夜の鐘として何度も放送された。
- 鐘楼堂（吹放ち造）
- 霊宝殿 - 毎年11月の第一週の灯台まつりに合わせて土日のいずれかに公開され、重要文化財の宝物が拝観できる。同じ日に、室戸岬灯台と室戸岬特別地域気象観測所（旧室戸岬測候所）の公開がある。
- 若宮八幡宮（祠） - 本堂の右から奥。鎮守社。
- 聖天堂
- 護摩堂
- 観音堂 - 宿坊最上階で、石像如意輪観音のレプリカを祀る。
- ヤッコソウ - 山門から入って右側の丘に群生している。11月下旬が見ごろ。
- クワズイモ畑 - 本堂すぐ右横にあり、くわずいもの伝説がある。
- ミニ西国三十三所の石仏 - 霊宝殿の前に並ぶ
- 句碑・歌碑 - 吉井勇「空海をたのみまゐらすこゝろもて　はるばる土佐の國へ来にけり」が土俵辺りの位置で塀の外側に、島田保子「大空に慈悲のお姿あおぎつつ 室戸の山につどう水子ら」が大師堂の裏に、森泰宝「あらし吹く室戸の山に雲かすみ 癒しの海に浮かぶ月影」が聖天堂の右前に、哉哉「燈台も巌も佛も土用波」が通路をはさんである。

歩きは室戸岬に近い登山口から岬の高台に登っていき灯台への分岐点を過ぎると仁王門に至る。車は室戸スカイラインを上がるとお迎え大師石像が脇に立つ無料駐車場があり参道を約200m歩くと仁王門に至り門を入ると右に袴腰造の鐘楼堂、虚空蔵菩薩石像、多宝塔などがあり、左に土俵、大師堂がある。この先左手に手水場、納経所があり正面に本堂が建っている。本堂裏には鐘楼堂と霊宝殿、右奥に若宮八幡祠、左側をさらに奥に行くと聖天堂、護摩堂などが並び、最奥の宿坊である遍路センターの建物内には遍路休憩所がある。大きな馬頭観音石像が入口に立つ遍路センター前に駐車すると有料ではあるが、階段を登らずに最短で境内に行ける。
- 宿坊「最御崎寺遍路センター」 - 定員120名

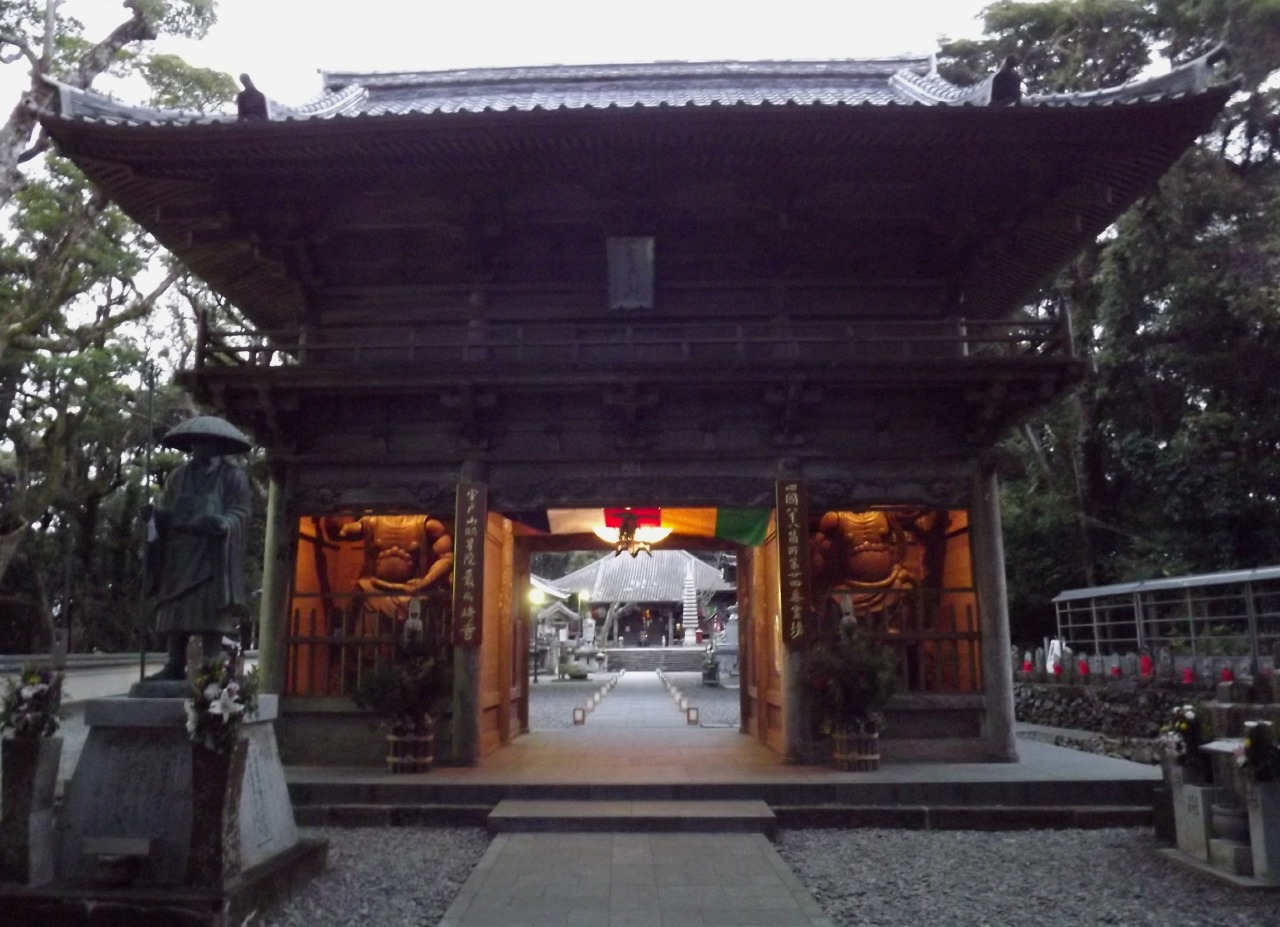
山門
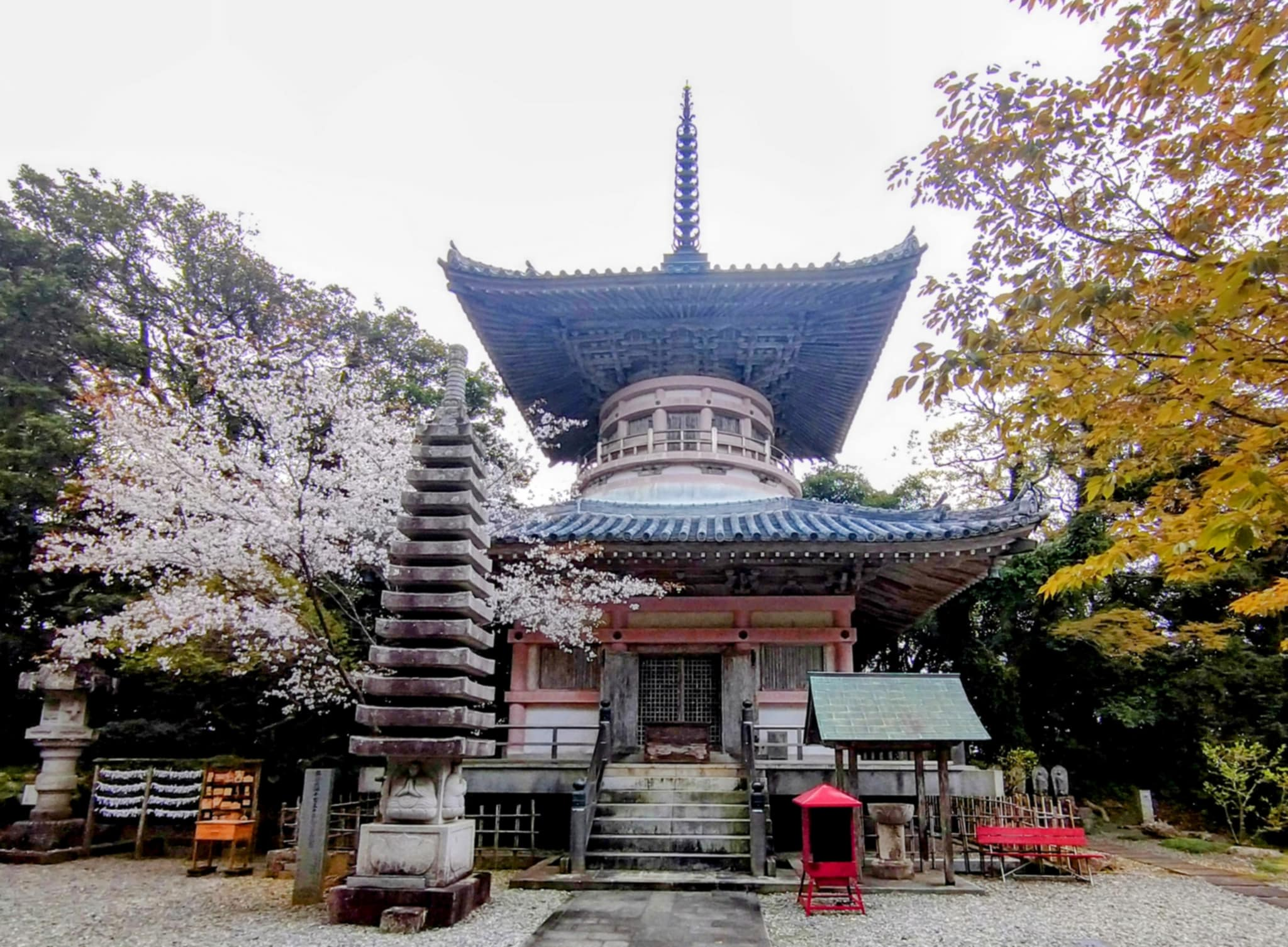
多宝塔
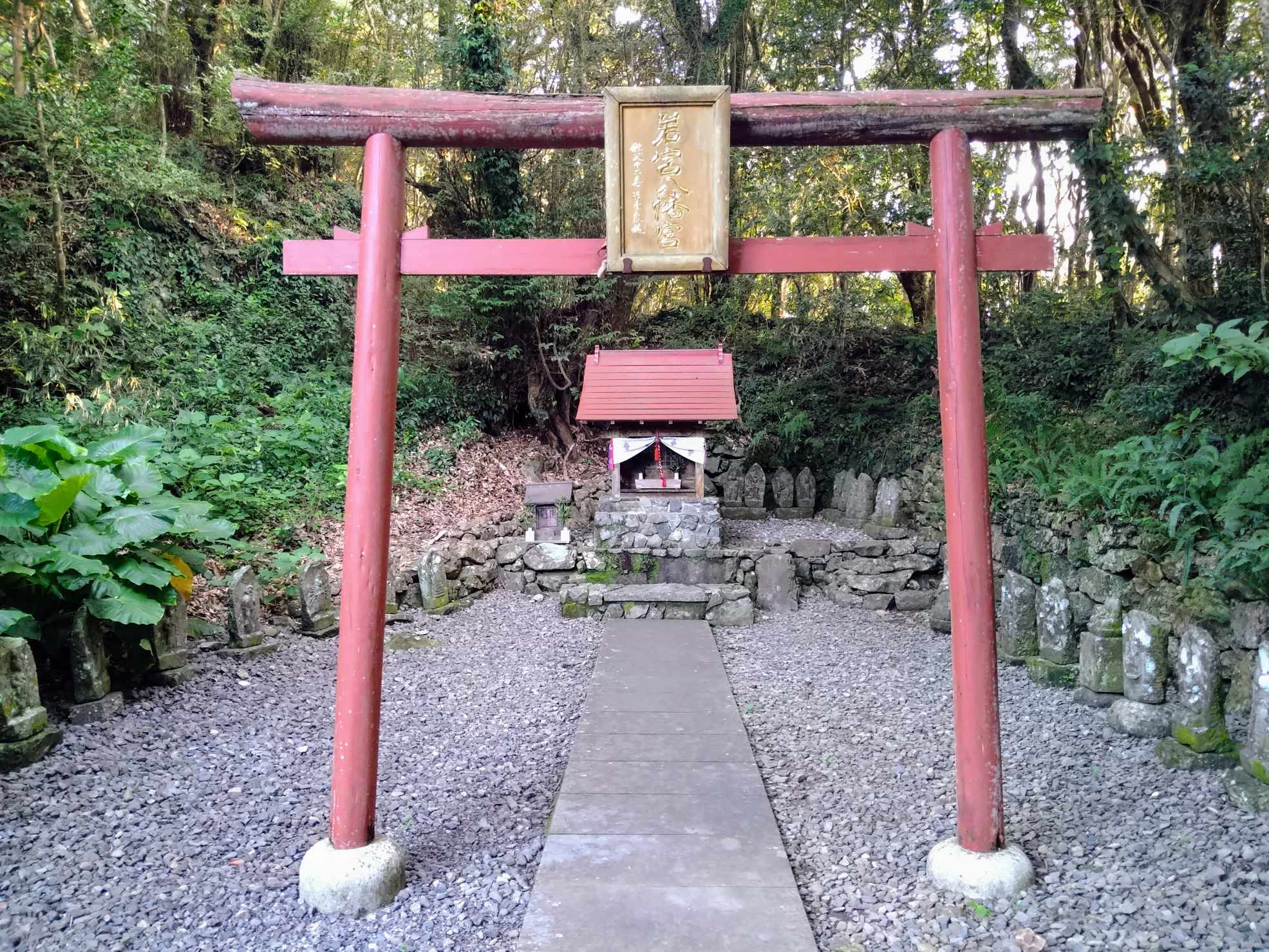
若宮八幡宮
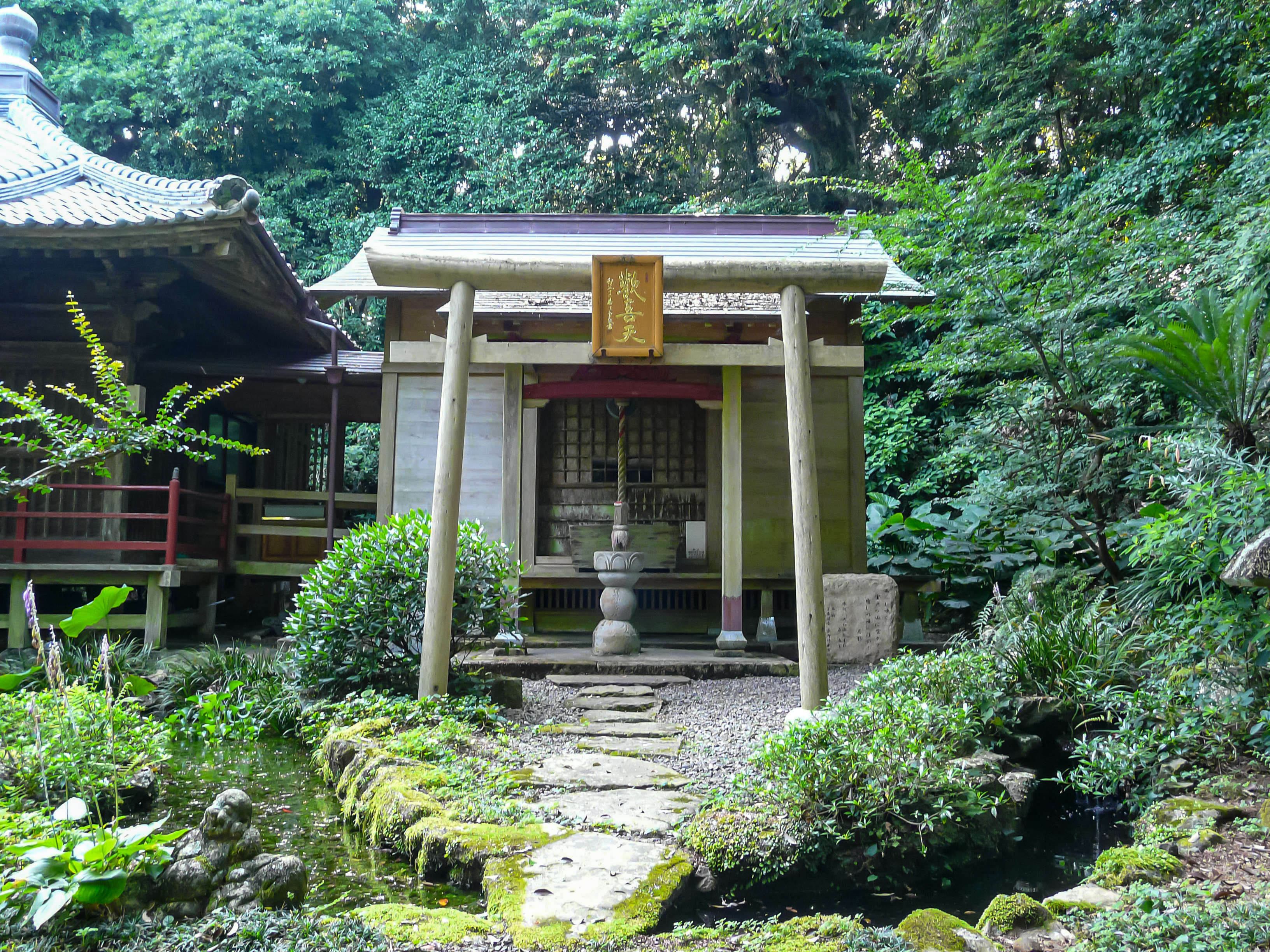
聖天堂
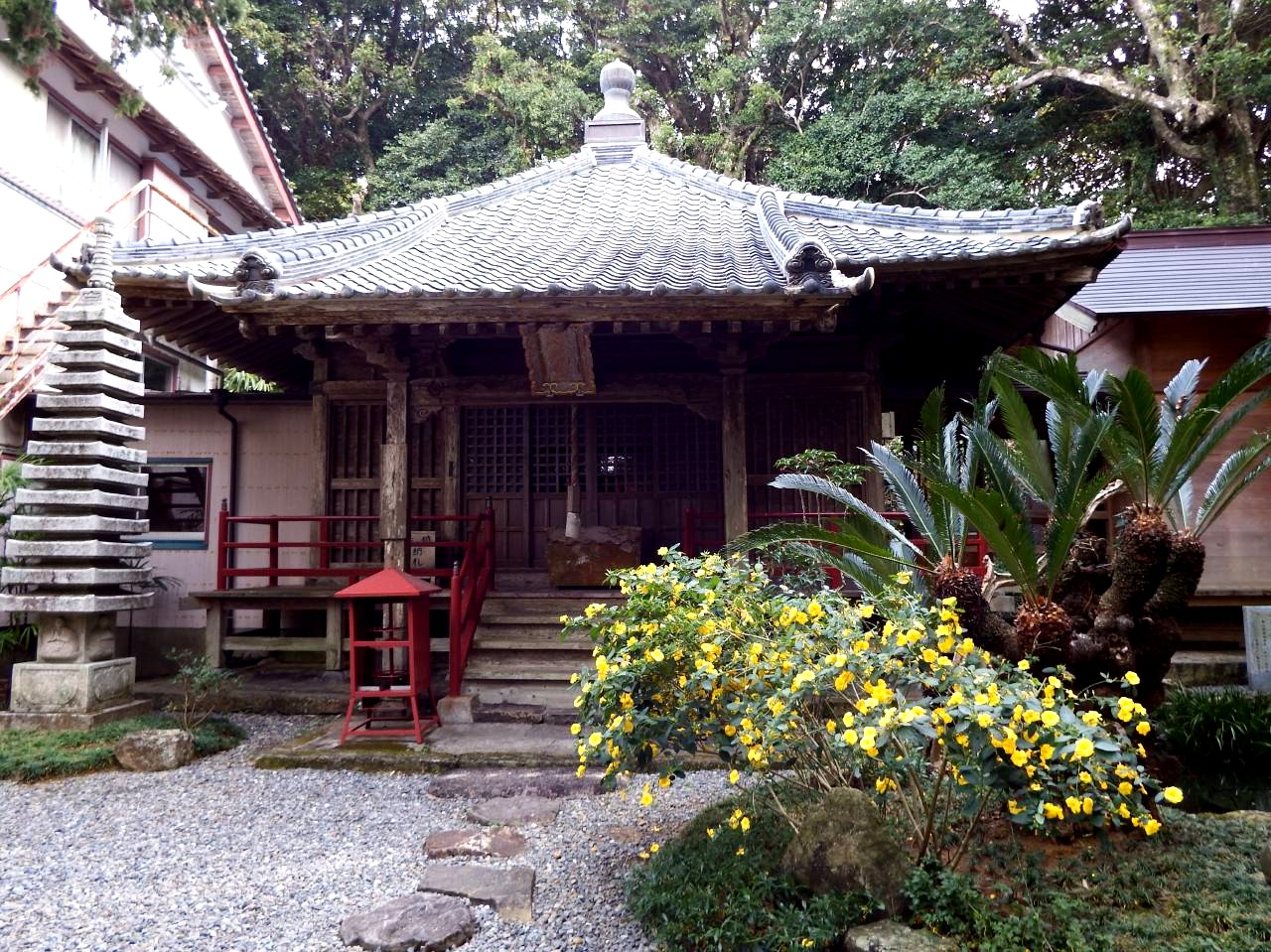
護摩堂
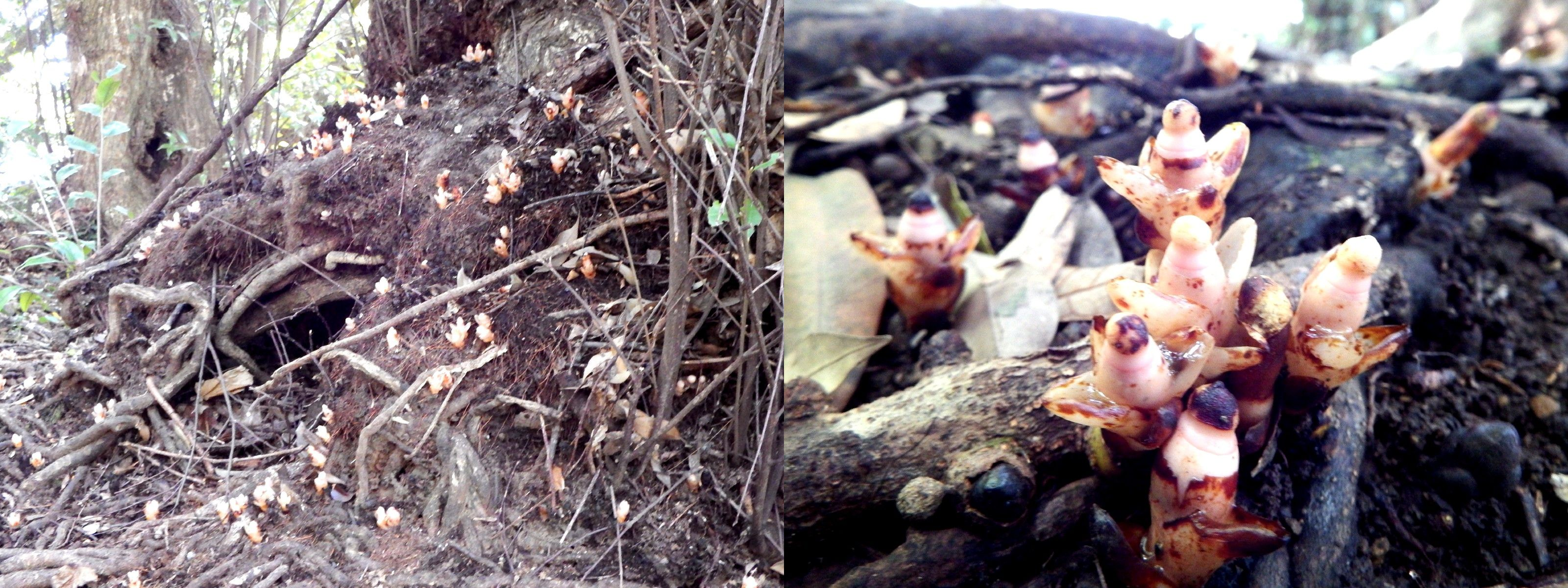
ヤッコソウ
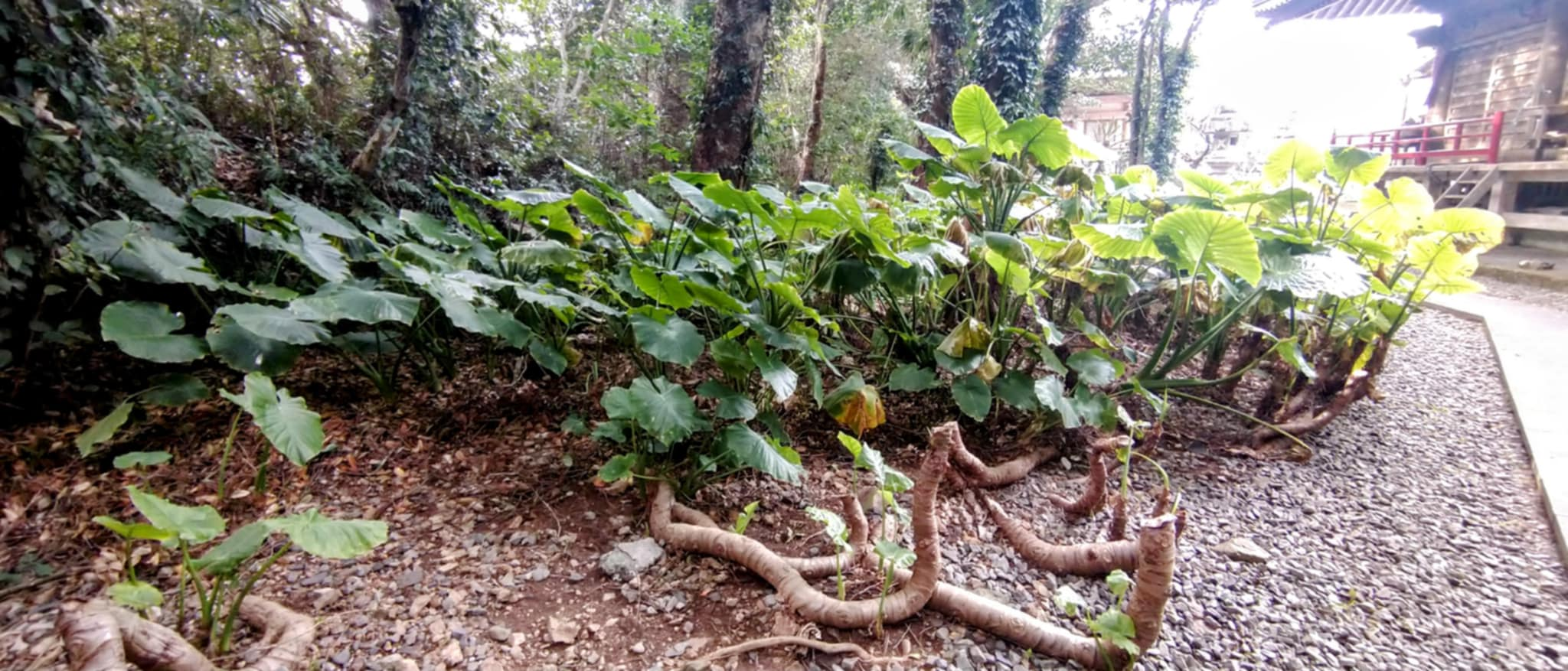
くわずいも

空海の七不思議 ①くわずいも（土地のものが芋を洗っているところに空海が通りがかりその芋を乞うたところ「これは食えない芋だ」といって与えなかったらそれ以来ほんとうに食べられなくなったと伝えられる。現在は胃腸の薬として利用される）、② 鐘石（石質安山岩で鐘のような音を発し冥土まで届くと云われ水掛け地蔵辺りにあったが多くの人々にご利益をもたらす当地に置かれたといわれる。「仮初のいしにてあれど且つ打てば金かとまがふ音の高くも」）、③観音窟（一夜建立の岩屋・奥の院）、 ④明星石（修行中の空海を妨げようと集まる毒龍たちに空海が唾を吐くと石が光り輝き恐れ逃げ去ったという）、⑤ 行水の池（修行中の空海が行水をしたという池）、⑥目洗いの池（空海が加持をして衆生の眼病を治したと云われる）、⑦捻岩（女人禁制の当地へ男装で空海に会いに来た母君に火焔が襲い掛かったとき、大岩を捻りその中へ母君を避難させたという）

## 文化財
重要文化財（以下すべて宝物館所蔵）
- 石造如意輪観音半跏像 - 1913年（大正2年）8月20日指定[4]。

平安時代後期、石造、像高53.2 cm、総高82.4 cm。寺伝では空海請来の像とされ、一夜建立の岩屋の本尊で、観音窟日本では石造の仏像は多数あるが、本像のような大理石造のものは珍しい。右脚を立膝にして座る像で、衣文や瓔珞なども緻密に彫りだされている。
- 木造薬師如来坐像 - 1911年（明治44年）8月9日指定[5]。

平安時代後期、木造、漆箔、高さ86.3 cm。
- 木造月光菩薩立像 - 1911年（明治44年）8月9日指定[6]。

平安時代後期、木造、漆箔、高さ101.6 cm、木眼。上記仏の脇侍で、日光菩薩は消失。
- 漆塗三脚盤 2基 - 1989年（平成元年）6月12日指定[7]。

南北朝時代、盤径が44.5 cm、高さ22.1 cm。盤径43.5 cmの方は東京国立博物館で保管。木製、根来塗で、盤の表面は朱漆、裏面と脚、盤の外縁は黒漆。康暦元年（1379年）の寄進銘がある。
史跡
- 土佐遍路道 最御崎寺道 - 室戸岬町の約600m、2025年（令和7年）3月10日指定。

県保護有形文化財

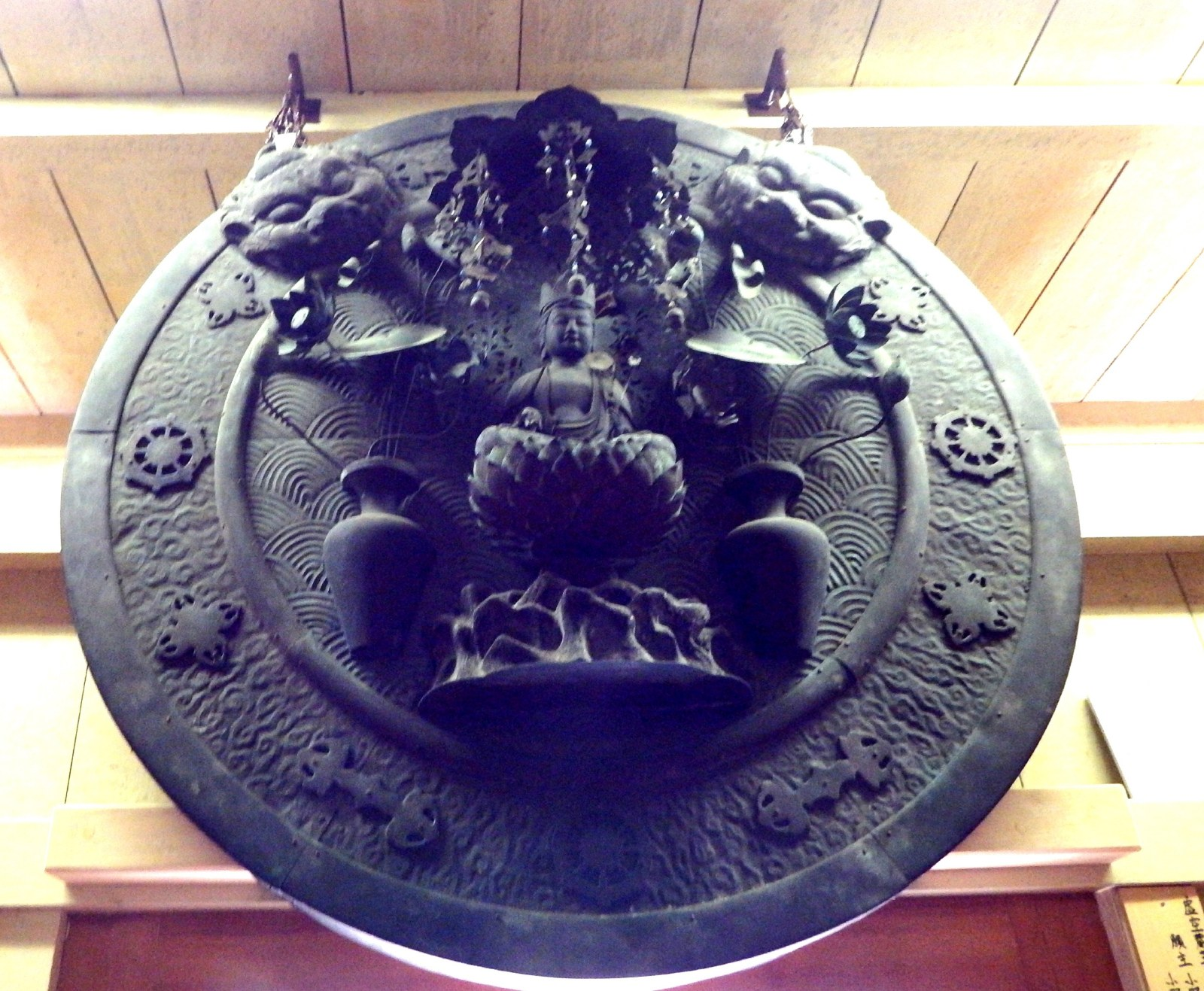
虚空蔵菩薩坐像懸仏

- 虚空蔵菩薩坐像懸仏 -　1999年（平成11年）4月27日指定[8]。

直径107.2cm、厚さ2.2cm。
室戸市指定文化財
- 石像金剛力士立像 - 江戸時代、阿形95cmと吽形100 cm、一夜建立の岩屋に安置されていた。一枚の砂岩にほぼ丸彫りされたもので藩主山内忠義が建立。
- 木造金剛力士立像残片 - 鎌倉時代、阿形像の面部（残存高42cm）と右足先が残る。伝・湛慶作。
- 四天王立像 - 平安時代、旧仁王門二階に安置されていたもの。二体ずつ年代作風大きさが異なる。

その他寺宝
- 飛天像石扉 - 江戸時代、一夜建立の岩屋の如意輪観音安置の厨子の門扉左右。
- 木造地蔵菩薩立像 - 平安時代、檜材、高さ97.8 cm。
- 木造香像 - 年代不詳。
- 木造仏頭 - 室町時代、檜材。
- 磬台（漆塗り）・磬（鋳造） - 年代不詳。
- 台灯篭上部 - 年代不明、菊の御紋入り。
- 柄香炉 - 江戸時代、銅造。鍛造製で渡金を施す。長さ31.8 cm、高さ10.8 cm。

## 交通案内
鉄道
- 阿佐海岸鉄道 - 甲浦駅 (41.2 km)
- 土佐くろしお鉄道ごめんなはり線 - 奈半利駅 (26.9 km)

バス
- 高知東部交通 「室戸岬」下車 (0.9 km)

道路
- 一般道 - 高知県道203号室戸公園線（室戸スカイライン）最御岬寺駐車場 (0.1 km)
  - 駐車場 - 37台。最御崎寺遍路センター前は普通車200円。道路脇駐車場は無料。

## 奥の院

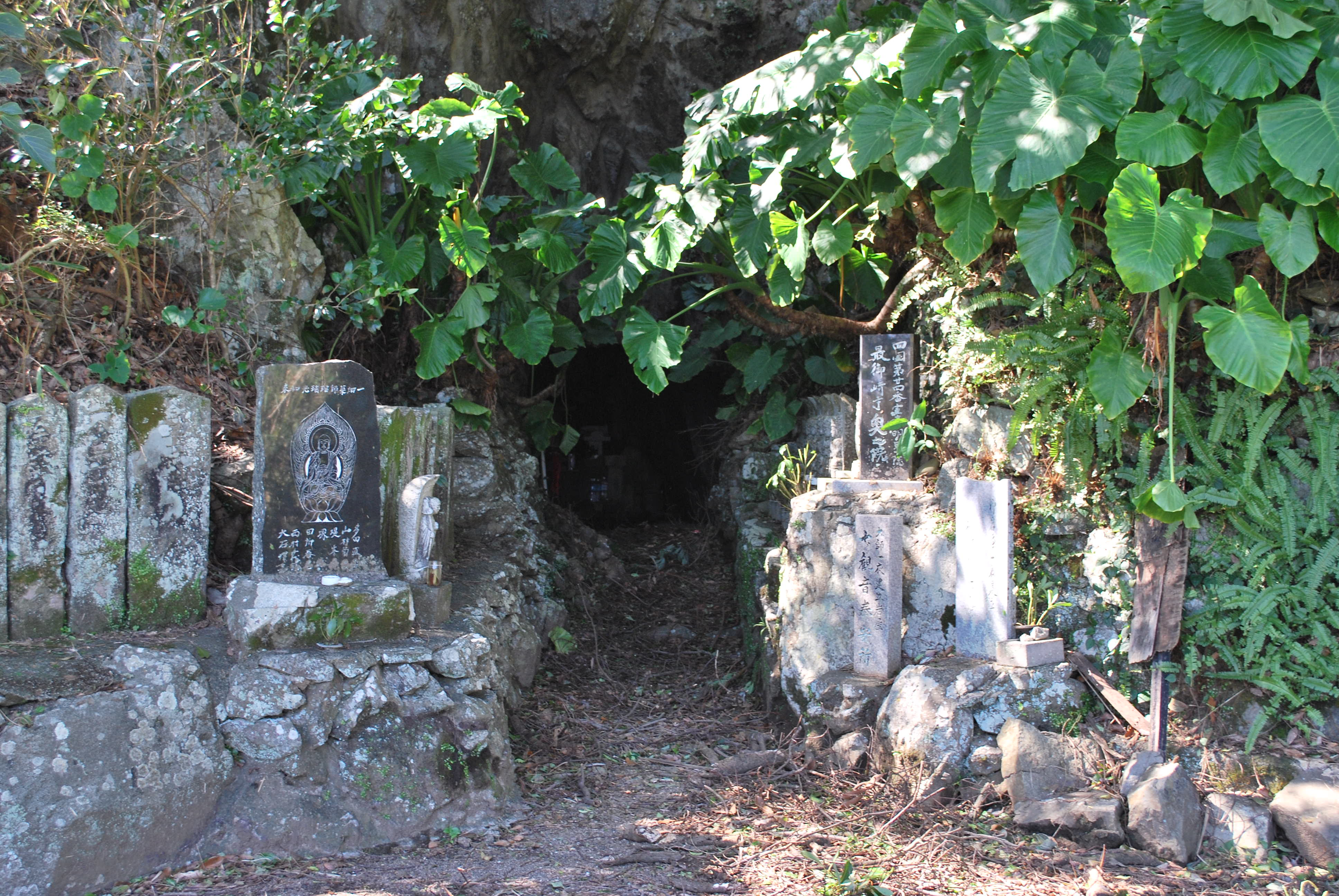
一夜建立の岩屋

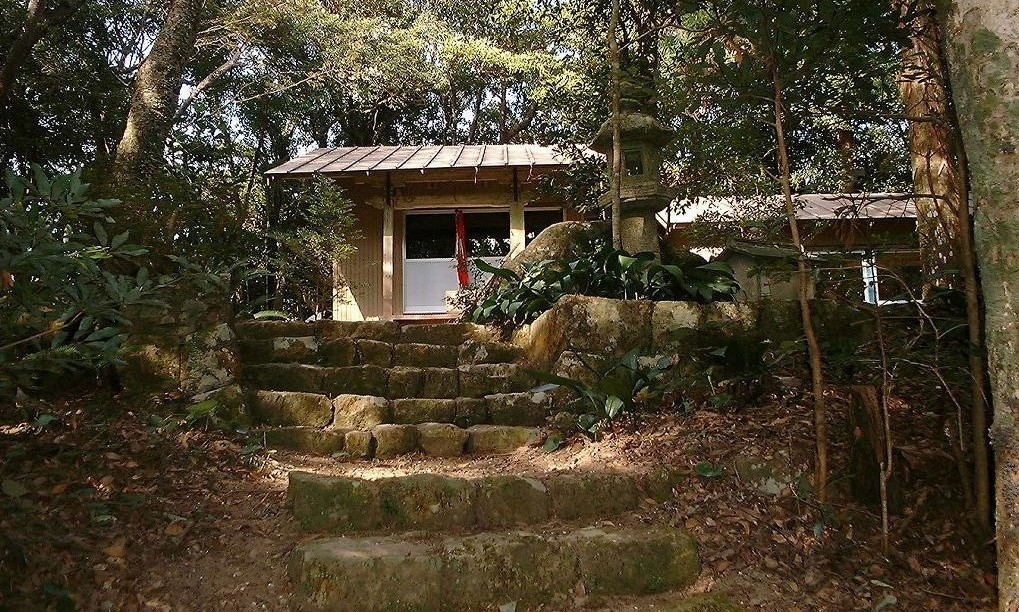
四十寺

一夜建立の岩屋 観音窟
空海が一夜にして建立したという伝説により「一夜建立の岩屋」と言われ、空海がここで修行をしたと云われる。国道55号室戸岬登山口の左奥にある洞窟で、空海（弘法大師）が唐から持ち帰ったと伝えられる大理石の如意輪観世音菩薩像が安置されていた（現在は最御崎寺宝物殿に安置されている）。真念の「道指南」では、竜宮より上がった像と云われ、巨石の厨子に蔵められ金剛像2体が脇を固め、両扉には天女が描かれていたとあり、洞の前に庵があり、最御崎寺が女人禁制であったため、ここで札を納めた女人堂の役目をしていたとある。納経及び御影の授与は最御崎寺納経所にて行なっている。
- 所在地 - 高知県室戸市室戸岬町 観音窟）

四十寺山 四十寺
『南路志』には最御崎寺を「往古当寺は今之寺地より子丑の向に当たり、凡一里半ばかり奥四十寺山と申高山に有ㇾ之」とし、山頂に昔の寺堂床の跡があると記述しており、四十寺はその跡地にあるとされる。最御崎寺の奥の院ではあるが、津照寺の住職が信者と共に旧暦3月18日に津照寺から山頂まで歩き、登拝法要している。
- 本尊 - 十一面観音
- 所在地 - 高知県室戸市室津山田 （四十寺）

## 周辺の番外霊場
ここでは徳島県境から南下したときの登場順に記載する。
東洋大師 明徳寺
空海が巡錫のおり湧かせた「弘法の滝」がある。
- 所在地 - 高知県安芸郡東洋町大字野根丙2246 （東洋大師）

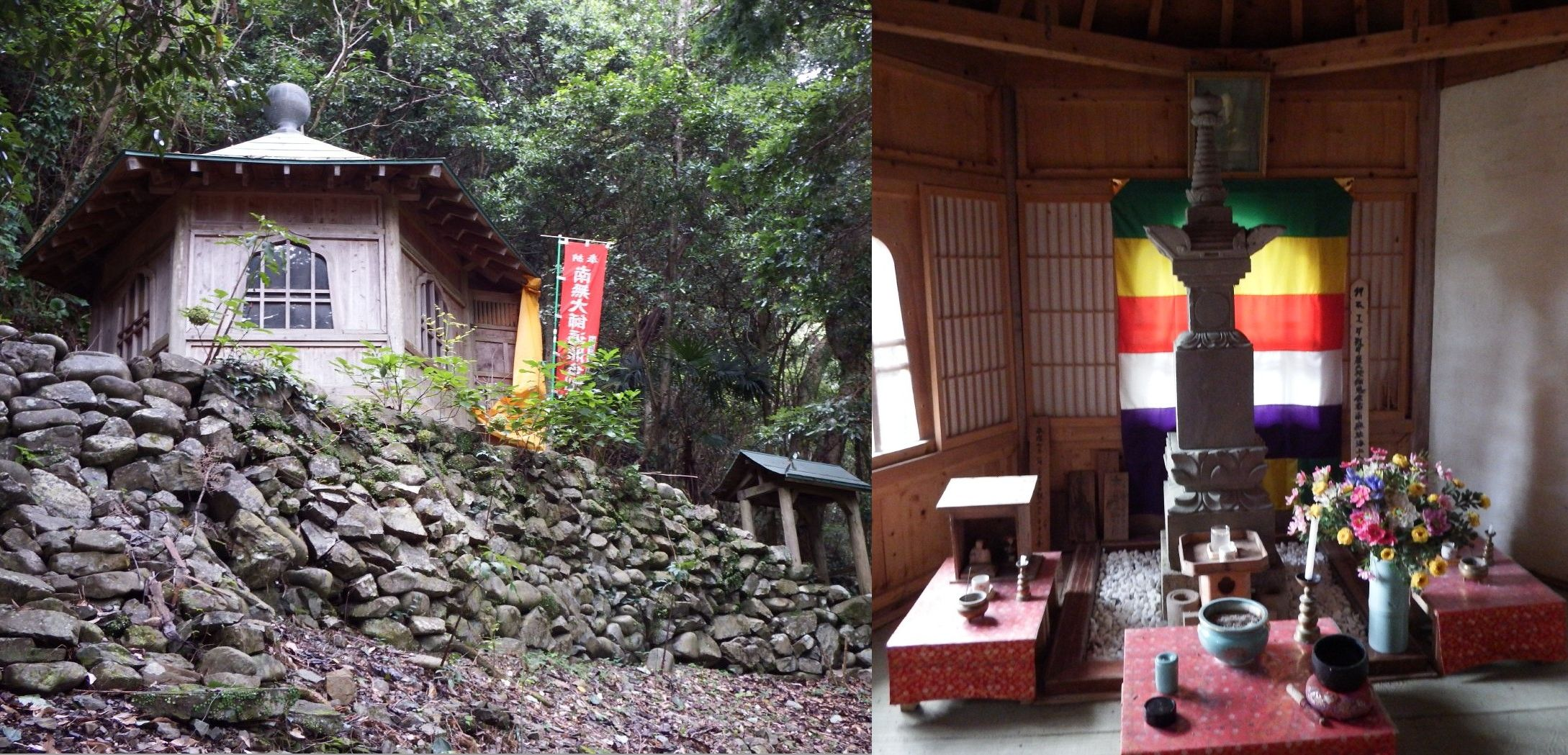
法界上人堂とその内部

ゴロゴロ浜
道路ができるまで、この石の浜を通過していた。

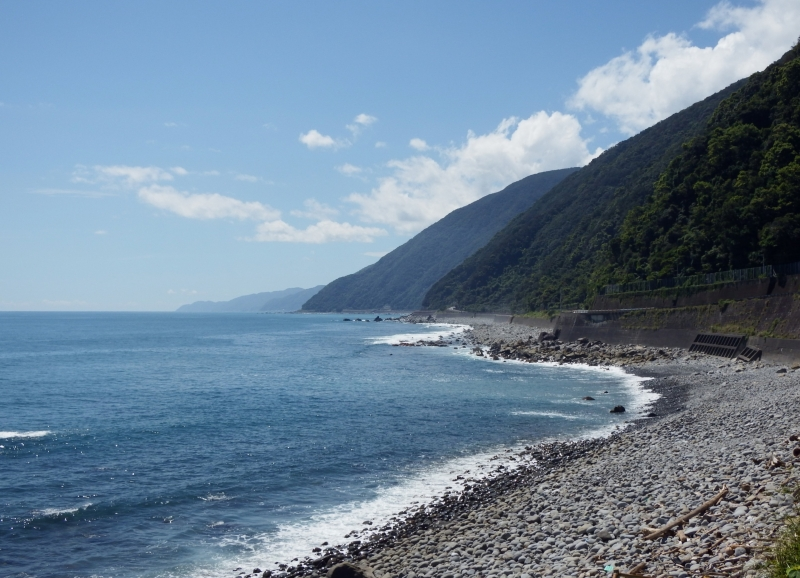
所在地 - 高知県安芸郡東洋町大字野根903-1 （ゴロゴロ浜）
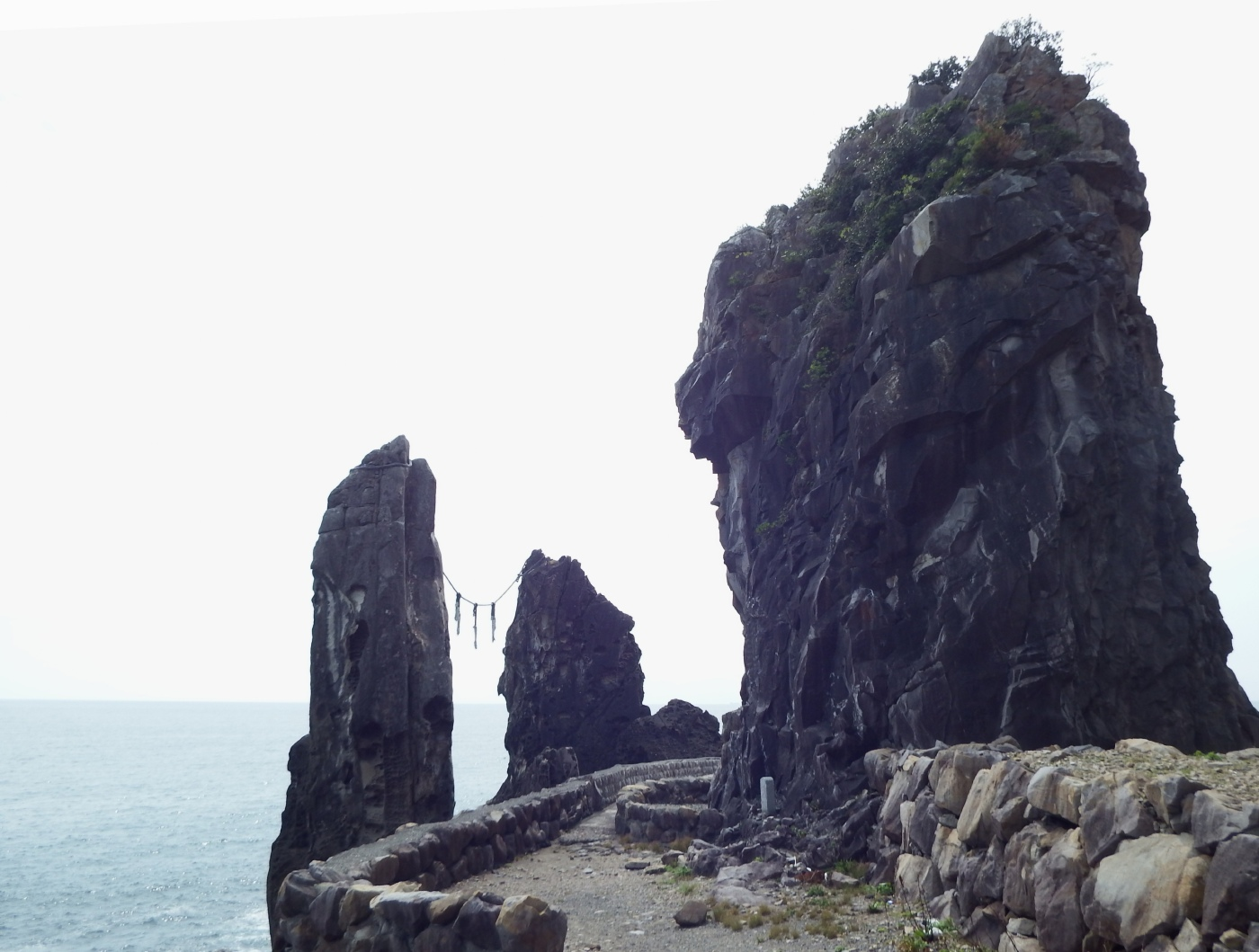
鹿岡の夫婦岩
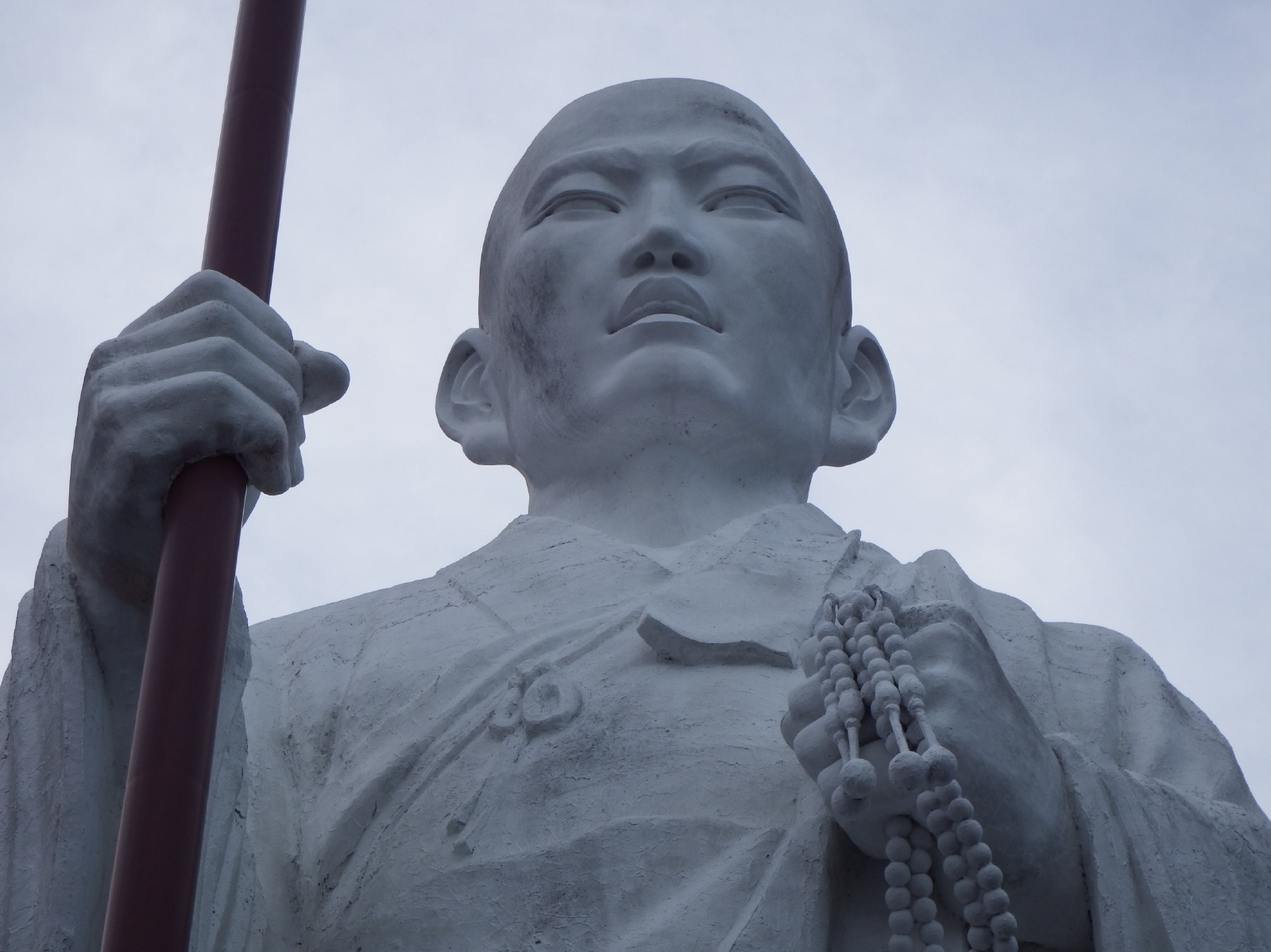
室戸青年大師の像
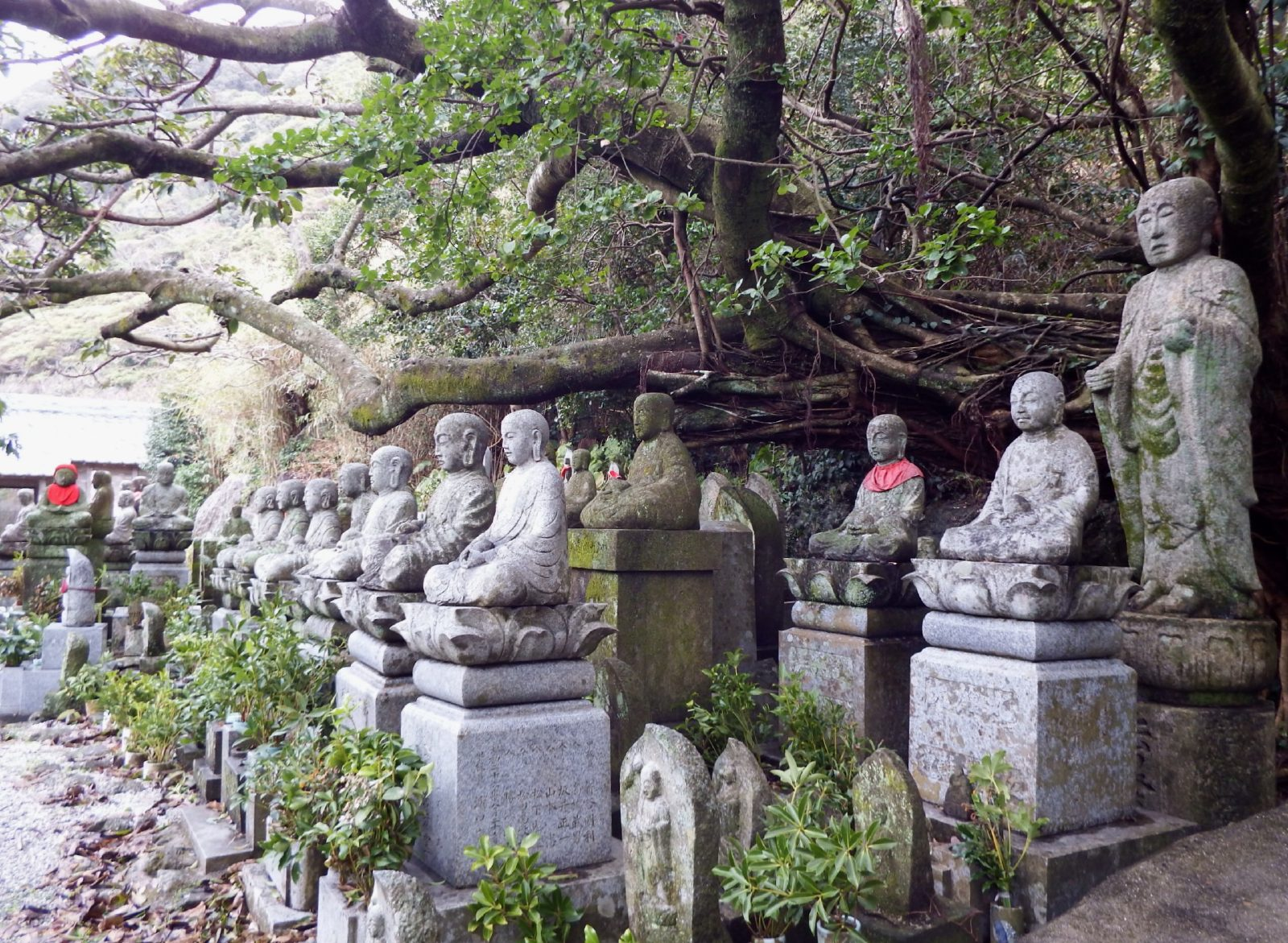
水掛け地蔵
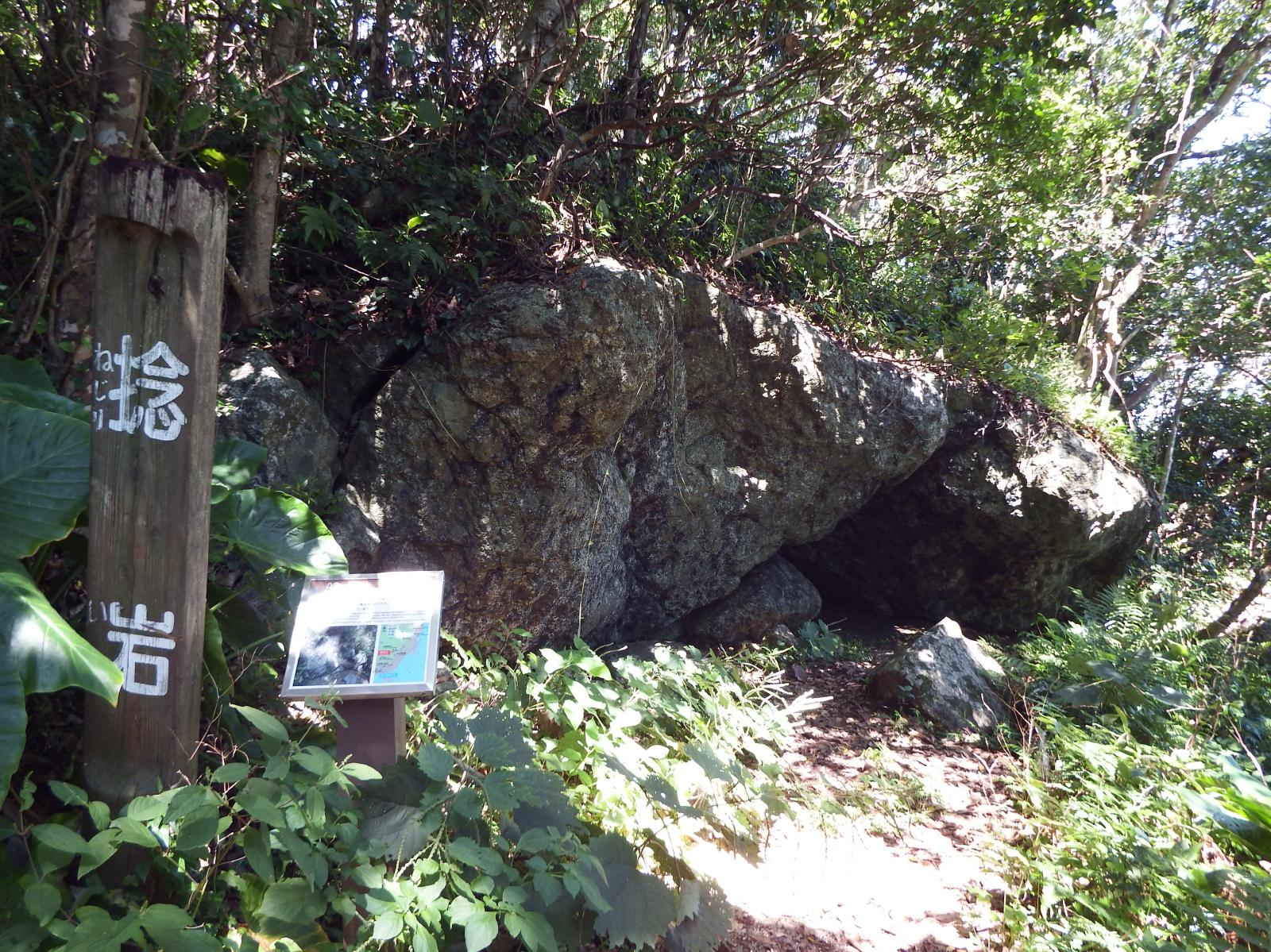
捻岩

法界上人堂
土中入定を果たしたと云われる法界上人を祀ったお堂で、東洋町の国道493号分岐の野根大橋から約5 km西へ進んだ所でトイレのある遍路休憩所になっていて、近辺に建物は一切無い辺りにあり、海岸沿いを歩く国道55号から約30 m山側にある。
- 所在地 - 高知県安芸郡東洋町大字野根 （法界上人堂）

仏海庵
仏海僧は1760年（宝暦10年）この地に地蔵菩薩を刻み飛石庵を建て安勝寺を復興し遍路たちの難を助けた。そして、生涯に三千体の仏像作ったといわれ、1769年（明和6年）70歳のときこの地で没した。宝篋印塔が建っている。
- 所在地 - 高知県室戸市佐喜浜町入木 （仏海庵）

鹿岡の夫婦岩（かぶかのみょうといわ）
石碑によると『南路志に云う　往古より大晦日の晩　夫婦岩の間鵜の碆に「竜燈」がともると　この神火を地元では「かじょうさま」と云い　立岩の峯々を超えて大滝の上に舞上がり　四方山麓家々に請じ入れられて大年を迎える浄火となったと云う』
- 所在地 - 高知県室戸市室鹿岡鼻（かぶかはな）（夫婦岩）

室戸世界ジオパークセンター
人のいとなみコーナーに空海のコーナーが有る。
- 所在地 - 室戸市室戸岬町1810-2 （室戸世界ジオパークセンター）

室戸青年大師（来影寺）
1984年11月に開眼され、台座を含めた高さ21 m、空海19歳の像である。
- 所在地 - 高知県室戸市室戸岬町かなつぎ3903 （室戸青年大師（来影寺））

御厨人窟
空海が虚空蔵求聞持法を修したところ。時間制限などあるが現在は入洞可能。御厨人窟
水掛け地蔵　（水掛け地蔵）
海難事故で亡くなった漁業従事者を弔った石の地蔵がたくさん並んでいて、水を欲しがりつつ海で死んだ人々をしのんで水を掛けて供養している。
遍路道
遍路道入口→一夜建立の岩屋（既述）→捻岩→室戸岬灯台→当寺
室戸岬
展望台、案内所、中岡慎太郎銅像、アコウの木、灌頂ヶ浜（かんじょうがはま）
- ゴロゴロ浜
- 鹿岡の夫婦岩
- 室戸青年大師の像
- 水掛け地蔵
- 捻岩

## 前後の札所
四国八十八箇所
23 薬王寺 --(75.4 km)--  24 最御崎寺 --(6.5 km)-- 25 津照寺
- 薬王寺 - 最御崎寺間は四国八十八箇所札所間距離では2番目に長い（最長は岩本寺 - 金剛福寺間）。

## 周辺
- 室戸阿南海岸国定公園